# Путилов, Николай Иванович
Никола́й Ива́нович Пути́лов (1820, возможно 2 (14) мая или 9 (21) мая, Коломенка, Боровичский уезд, Новгородская губерния — 18 (30) апреля 1880, Петербург) — русский морской офицер, математик, инженер, предприниматель, учредитель Общества путиловских заводов в Санкт-Петербурге. Действительный статский советник. По оценкам современников — знаменитый металлург, имя которого стоит в одном ряду с владельцами крупнейших мировых металлургических предприятий, «замечательнейший деятель русской промышленности».

## Биография
Из мелкопоместных дворян. По неподтвержденной версии, отец — Иван Никифорович, инвалид Отечественной войны 1812 года. В действительности — титулярный советник, служил помощником полицмейстера водной полиции по Мстинской части Вышневолоцкого отделения, в 1812—1813 годах исполнял обязанности заседателя Боровичского уездного суда и замещал земского исправника — начальника полицейской части уезда.
В 1830 году, в возрасте 10 лет, Николай поступил в морскую роту Александровского кадетского корпуса в Санкт-Петербурге, а в 12 лет был переведен в Морской кадетский корпус, командовал корпусом вице-адмирал Иван Крузенштерн.
В 1840 году окончил Морской кадетский корпус и офицерские классы. Был оставлен там на должности преподавателя математики.
Занимался научной работой. Опубликовал статью, посвященную ошибке выдающегося математика Огюстена Коши в его курсе интегрального исчисления. В качестве помощника академика математика М. В. Остроградского исследовал особенности внешней баллистики. Публиковал научные труды, в том числе в соавторстве с М. В. Остроградским. По состоянию здоровья в 1843 году перевёлся в VI округ Корпуса инженеров военных поселений в Кременчуг с переименованием из лейтенантов в титулярные советники, где прослужил до 1847 года, отвечая за строительство различных объектов. В 1847 году был уволен от службы.
В 1854 году, во время Крымской войны, Путилов был рекомендован великому князю Константину Николаевичу в качестве талантливого организатора. В этом же году Путилов в чине коллежского асессора был назначен младшим чиновником для особых поручений Кораблестроительного департамента Морского министерства. В условиях англо-французской блокады Путилов, используя метод сетевого планирования, организовал в механических мастерских Санкт-Петербурга производство паровых машин, котлов и материалов для винтовых канонерских лодок, корветов и клиперов. При этом он, после соответствующего переобучения, широко привлекал потерявших работу из-за войны мастеровых-прядильщиков, из числа которых впоследствии отбирались механики на построенные военные корабли. Первые оборудованные паровыми машинами Путилова 32 винтовые канонерские лодки, предназначенные для плавания в мелководном Финском заливе, вошли в строй в мае 1855 года, что в существенной степени усилило оборонные возможности на случай атаки англо-французского союзного флота на Балтике, состоящего из 67 судов примерно по сто паровых сил: предполагаемая атака в итоге не состоялась. В течение следующих восьми месяцев было построено ещё 35 канонерских лодок, а также 14 корветов по 250 паровых сил каждая и клиперов. Н. И. Путилов также построил для Кронштадта 3 плавучих дока и ремонтную мастерскую в Кронштадтском пароходном заводе.

За эти заслуги в создании винтового парового флота Путилов был повышен в должности до старшего чиновника для особых поручений и награждён орденом св. Станислава 2-й степени. Отдельным фактом в послужном списке Путилова шло упоминание о том, что в процессе исполнения этого заказа не было перерасхода средств, наоборот, экономия составила около 4 процентов. От сообщества предпринимателей ему был преподнесён серебряный венок с 81 дубовым листком, на каждом листке было выгравировано имя построенного Путиловым корабля и имя подрядчика. К венку прилагалось письмо со словами: 

«В 1854 году ни мы, заводчики, и никто другой не сознавали возможности выполнить такое задание: изготовить для России к следующей же навигации в течение пяти месяцев канонерскую флотилию. Но Н. И. Путилов рассчитывал, что, слив петербургские заводы в одно целое, есть возможность в назначенный срок изготовить её. Он, Путилов, принял дело… и исполнил его на удивление всем… С первого дня знакомства нашего Путилов столько внушил доверие к нему, что каждый из нас, в свою очередь, желал найти доверие его, Путилова. Довольно сказать, что мы вели дело изготовления многих, новых для нас, паровых машин и котлов без всяких формальных бумаг, а на чести. И по окончании дела у каждого из нас глубоко врезалось в душе искреннее уважение к уму и деятельности Николая Ивановича Путилова».

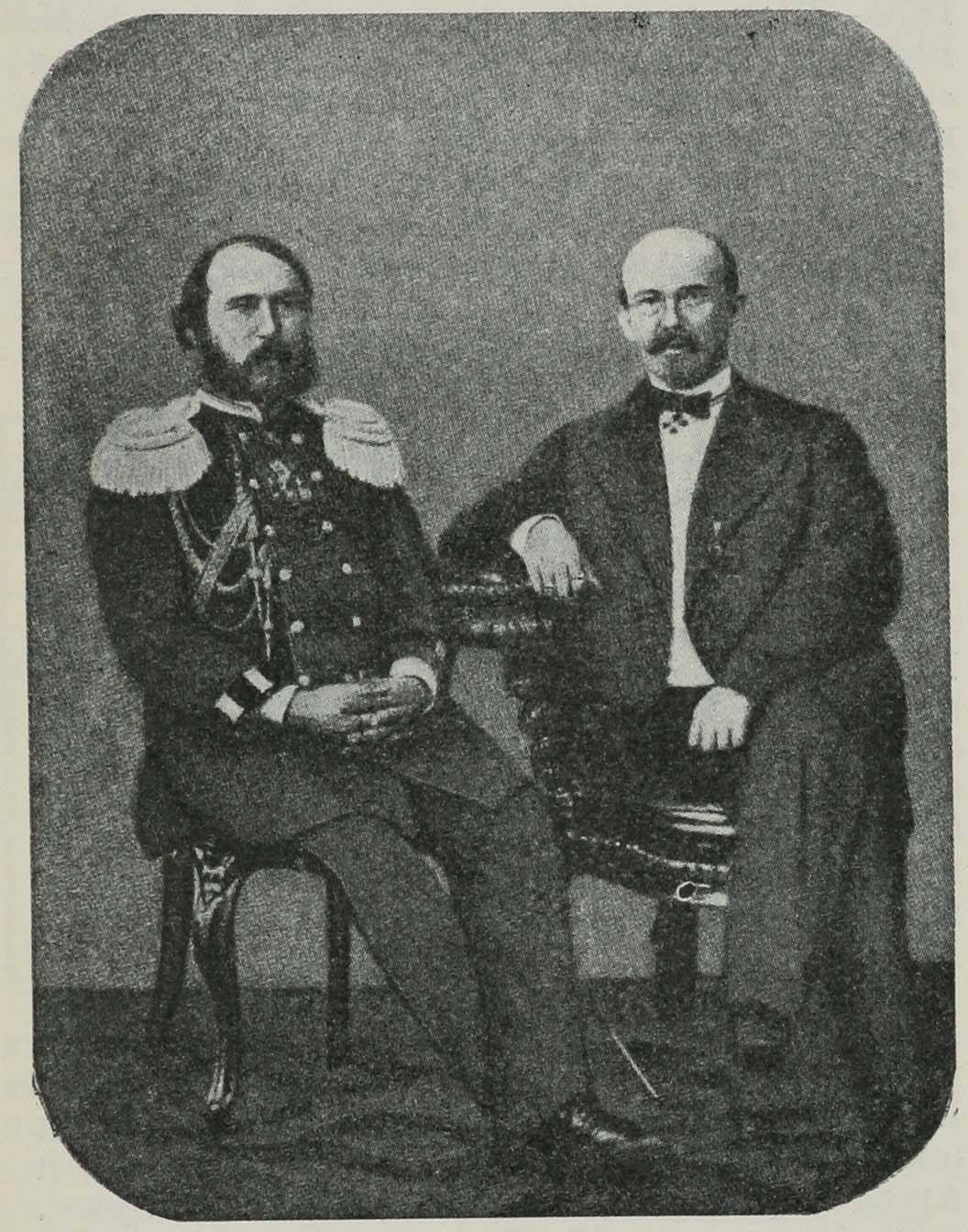
С П. М. Обуховым

В 1856 году Путилов был произведён в надворные советники, а 15 августа 1857 года вышел в отставку в чине коллежского советника. Затем вновь был зачислен на государственную службу. На кредит Морского министерства перестроил 4 завода в Финляндии и дал качественную котельную сталь взамен английской. Первым в России начал переплавку металлического лома в промышленном масштабе.
16 мая 1863 года совместно с полковником Корпуса горных инженеров Павлом Матвеевичем Обуховым и купцом 1-й гильдии С. Г. Кудрявцевым организовал металлургический завод, после смерти П. М. Обухова названный Обуховским. Владел третью уставного капитала этого завода.
По поручению российского правительства разработал технологию изготовления чугунозакалённых снарядов и лишил тем самым немецких промышленников монополии на производство этого вида боеприпасов.
В 1868 году купил обанкротившийся механический, литейный и железоделательный завод, который в 1872 году стал основой учрежденного Н. И. Путиловым Общества путиловских заводов. На этом заводе организовал оружейное производство и выплавку стали, в том числе на экспорт, покончив с зависимостью в этом вопросе от Англии: заказы стальных орудий за рубежом снизились с 88,5 % до 17,7 %.

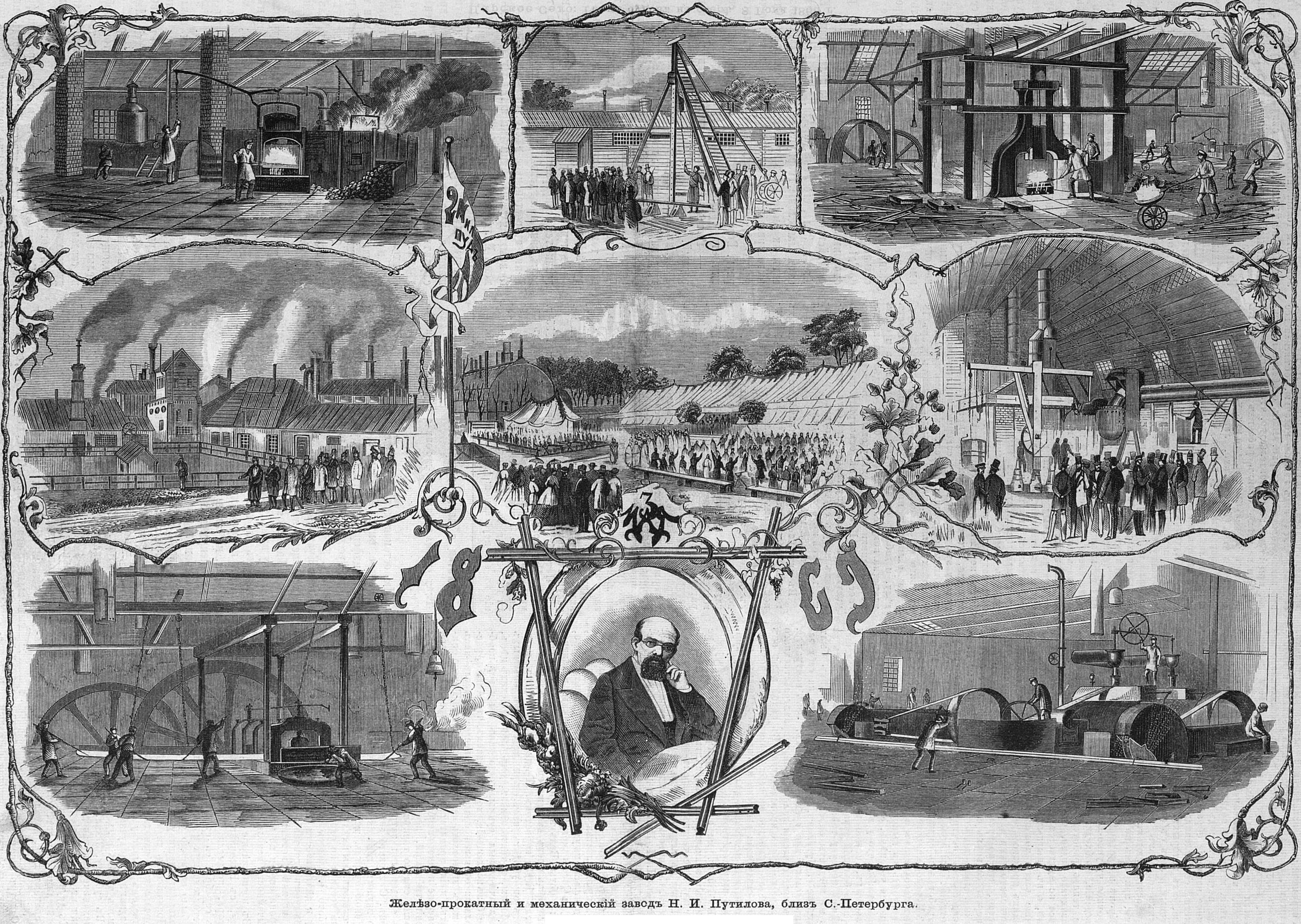
Путиловский завод, 1869 год

Жестокая зима 1867—1868 годов привела к тому, что железнодорожное сообщение в России было практически парализовано, так как импортные рельсы полопались от мороза. Путилов решил проблему комбинированного рельса не только по прочностным и эксплуатационным характеристикам, но и по ценовым. Цена «путиловского рельса» была на 30 процентов меньше цены английского или немецкого. При строительстве завода по производству рельсов была отработана схема запуска производства в кратчайшие сроки (Путилов принял заказ на производство рельсов в начале января, а 20 января завод начал прокатку рельсов в 3 смены), получившая название «путиловская схема запуска производства», которой позже пользовались в годы Великой Отечественной войны при переброске заводов за Урал. С 1868 по 1875 год заводом было изготовлено рельсов на крупную по тем временам сумму — 27 млн рублей.
В 1870 году учредил «Железную дорогу Путиловского товарищества» с целью обеспечения коммуникаций между пристанями и производственными объектами Петербурга.
Автор многих технологических разработок и изобретений, в частности, рафинирования и обезуглероживания металла в бессемеровском аппарате, соединения чугуна со сталью, штамповки стальных артиллерийских снарядов, а также использования старых рельсов при постройке зданий.
Выдающиеся заслуги Путилова нашли своё отражение в его перемещении по классам Табели о рангах: имея в 1869 году чин коллежского советника (6-й класс), Путилов уже через год стал, согласно высочайшему соизволению, действительным статским советником (4-й класс).
В 1869 году начал подготовку своего последнего проекта — Морского порта Петербурга с Морским каналом (из Кронштадта в Петербург). 13 июня 1874 года Александр II утвердил положение «О временном управлении по устройству С.-Петербургского морского канала». Общее направление канала было утверждено Александром II 21 августа того же года. 26 октября того же года был подписан «Контракт на производство работ и поставок по устройству Санкт-Петербургского канала». Заказ-подряд на работы получил Н. И. Путилов «с товарищами». После смерти Путилова проект завершали его компаньоны П. А. Борейша и С. П. Максимович. 15 мая 1885 года 32-километровый канал был открыт для прохода судов и заработал новый Морской торговый порт.

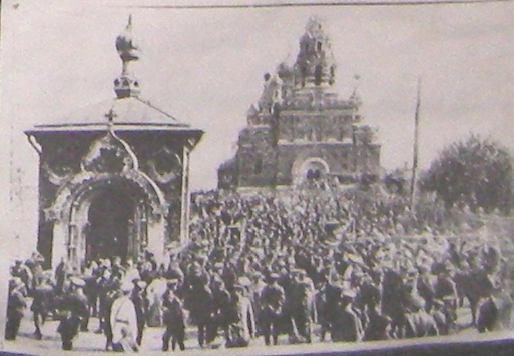
Освящение Путиловской церкви 9 (22) мая 1906 г.

Согласно завещанию Путилова он был похоронен рядом с Путиловским заводом на восточном берегу Гладкого острова. В 1907 году прах Путилова и его супруги Екатерины Ивановны был торжественно перезахоронен в новой заводской церкви, под алтарём. В советское время в церкви власти разместили Кировский райпромкомбинат (современный адрес — пр. Стачек, д. 48). Снесли алтарь, начали готовить фундамент под пресс и обнаружили памятную плиту и два гроба под ней. По слухам (документальных свидетельств этого акта не обнаружено) плиту переплавили, гробы сожгли в местной котельной. Путиловская церковь сохранилась в перестроенном виде и сейчас возвращена верующим.

## Семья
- Жена (с 1857 г.) — Екатерина Ивановна (урожд. Томилова; ум. 1884). В первом браке была замужем за полковником Николаем Печниковым, начальником Путилова, имела двоих детей от первого брака[20].

Н.Путилову принадлежала усадьба «Кирьяново», которая после смерти Екатерины Ивановны стала принадлежать ее дочери — Марии Николаевне Печниковой, в замуж. Божуковой. Дачу рядом с территорией завода в начале Шёлкова переулка унаследовал сын — Александр Николаевич Печников.

## Память

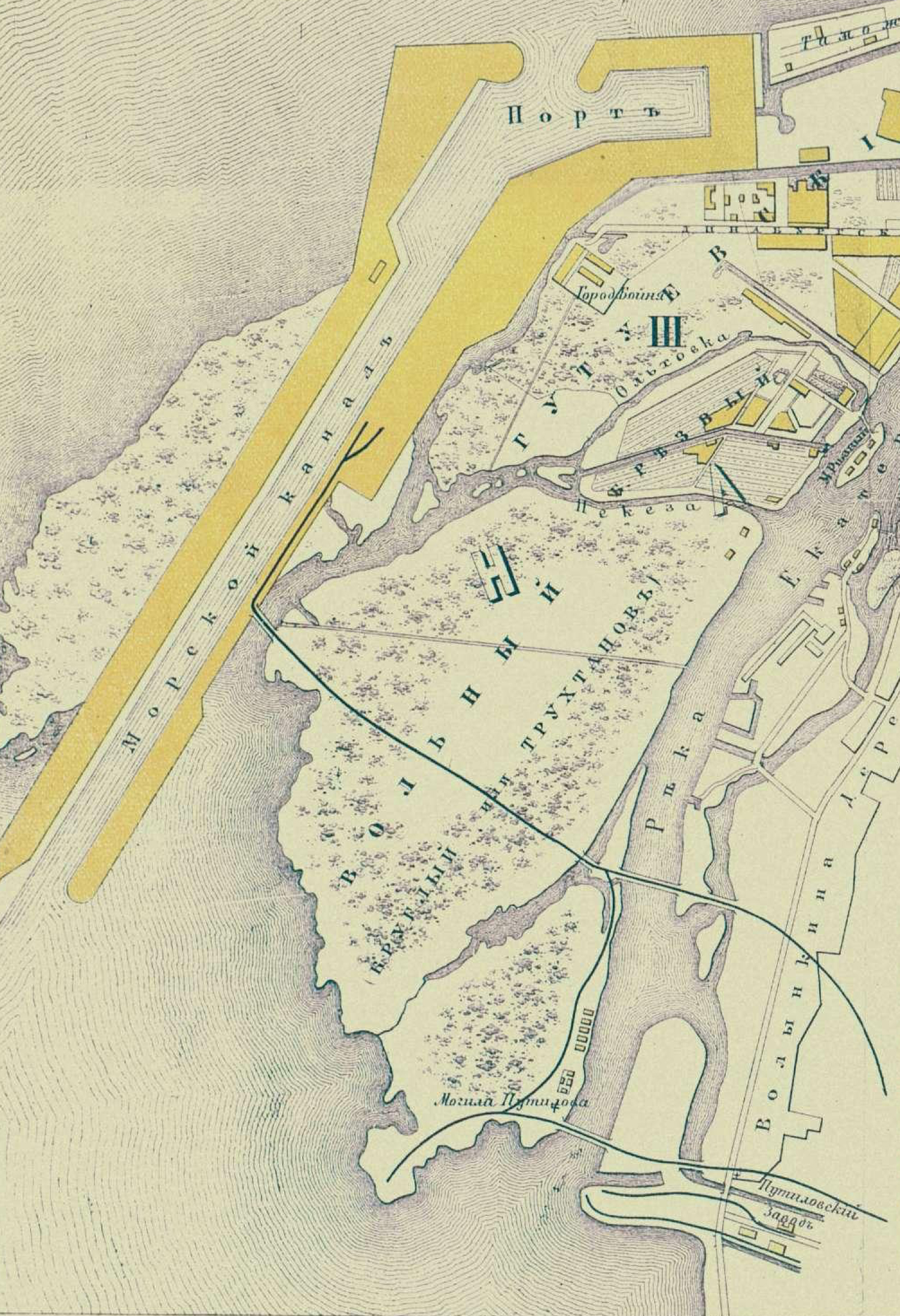
Место могилы Н. И. Путилова на плане СПб 1888 года

- О восприятии современниками масштаба личности Путилова свидетельствует тот факт, что местонахождение его могилы указывалось на планах Петербурга, издаваемых известным картографическим заведением А. Ильина (услугами этого заведения пользовались редакции практически всех петербургских справочников). Такой чести в то время не был удостоен больше ни один петербуржец.
- Набережная Морского канала на Канонерском острове названа Путиловской.
- В октябре 2020 года у проходной Кировского (Путиловского) завода в Кировском районе Петербурга был открыт памятник Н. И. Путилову (скульптор К. И. Гарапач)[22].
- Портрет (художник Петр Борель).
- В 2020 году СПб ГБПОУ «Промышленно-технологический колледж» получил имя Н. И. Путилова.

## Фильмография
В 2004 году студия «Мастерская Игоря Шадхана» завершила в Боровичах съёмки документального фильма под названием «Вопрос Отечеству», посвящённого Путилову.

## Комментарии
1. ↑  В начале XX века остров был срыт, на его месте была устроена одна из гаваней Морского порта.